# Leptacis kivuensis
Leptacis kivuensis är en stekelart som först beskrevs av Jean Risbec 1958.  Leptacis kivuensis ingår i släktet Leptacis och familjen gallmyggesteklar. Inga underarter finns listade i Catalogue of Life.